# Hulusi Behçet
Hulusi Behçet (Istanboel, 20 februari 1889 – aldaar, 8 maart 1948) was een Turkse dermatoloog en wetenschapper.
In 1936 beschreef hij drie patiënten met ulceraties in de mond en op de genitaliën en een hypopyon uveïtis. Deze klinische verschijnselen heeft hij de ziekte van Behçet genoemd.